# Échiré
Échiré is een gemeente in het Franse departement Deux-Sèvres (regio Nouvelle-Aquitaine) en telt 2889 inwoners (1999). De plaats maakt deel uit van het arrondissement Niort.

## Geografie
De oppervlakte van Échiré bedraagt 30,8 km², de bevolkingsdichtheid is 93,8 inwoners per km².
De onderstaande kaart toont de ligging van Échiré met de belangrijkste infrastructuur en aangrenzende gemeenten.

## Demografie
Onderstaande figuur toont het verloop van het inwonertal (bron: INSEE-tellingen).